# Thomas M. Norwood
Thomas M. Norwood (Talbot megye, 1830. április 26. – Savannah, 1913. június 19.) az Amerikai Egyesült Államok szenátora (Georgia, 1871–1877).